# Heracleum pastinacifolium
Heracleum pastinacifolium är en flockblommig växtart som beskrevs av C.Koch. Heracleum pastinacifolium ingår i släktet lokor, och familjen flockblommiga växter.

## Underarter
Arten delas in i följande underarter:
- H. p. incanum
- H. p. pastinacifolium
- H. p. transcaucasicum